# Edmund Merkel
Edmund Hermann Josef Merkel (* 13. März 1947 in Heidelberg) ist ein deutscher Kommunalpolitiker (CDU). Vom 14. Mai 1991 bis zum 13. Mai 2007 war er Oberbürgermeister von Balingen.

## Leben
Seine Eltern sind Eugen Merkel, Verwaltungsangestellter und Ida, geb. Lampert. Er hat fünf Geschwister. Am 15. Juli 1972 heiratete er Viktoria Frietsch (* 26. Mai 1949 in Pforzheim). Sie haben zwei Söhne und zwei Töchter und sieben Enkelkinder.
Ausbildung
Besuch der Volksschule in Dossenheim bei Heidelberg und des Bunsen-Gymnasiums in Heidelberg; Abitur am 7. Oktober 1966. Rechtswissenschaftliches Studium an den Universitäten Heidelberg (WS 1966/67 - WS 1967/68) und Freiburg (SS 1968 - SS 1971). Im Juni 1971 legte er sein Erstes Juristisches Staatsexamen (Prädikatsexamen) und im Januar 1977 sein Zweites Juristisches Staatsexamen (Prädikatsexamen) ab. Seinen Juristischen Vorbereitungsdienst absolvierte er ab August 1971 in Baden-Württemberg. Am 7. Juli 1975 promovierte er an der Universität Freiburg zum Dr. iuris utriusque mit der Note Magna Cum Laude. Der Titel seiner Doktorarbeit lautet: "Die juristischen Doktorpromotionen an der Universität Freiburg im Breisgau von 1471 - 1972".
Berufliche Stationen
Juristischer Referent beim Kommunalen Arbeitgeberverband Baden-Württemberg von Februar 1977 bis Dezember 1978, danach bis Ende Oktober 1982 Referatsleiter Personal beim Autobahnamt Baden-Württemberg in Stuttgart. Referent im Ministerium für Wissenschaft und Kunst des Landes Baden-Württemberg von November 1982 bis Ende März 1986; in der Zeit vom 1. Juli 1984 bis Ende März 1986 Persönlicher Referent von Wissenschaftsminister Prof. Dr. Helmut Engler. Vom 1. April 1986 bis zum 13. Mai 1991 Leiter des Referats "Medienrecht, Medienwirtschaft, Medienpolitik" im Staatsministerium Baden-Württemberg unter den Ministerpräsidenten Lothar Späth (bis Januar 1991) und Erwin Teufel; Ernennung zum Ministerialrat Anfang August 1987;
Am 24. Februar 1991 wurde Merkel mit 62,8 Prozent der Stimmen zum neuen Oberbürgermeister von Balingen gewählt; der Amtsantritt erfolgte am 14. Mai 1991. Bei der Wahl am 28. Februar 1999 wurde er durch 98,7 Prozent der Wähler in seinem Amt bestätigt. Im Januar 2006 kündigte Merkel an, im folgenden Jahr nicht für eine dritte Amtszeit als Balinger Oberbürgermeister zu kandidieren. Mit seiner Tätigkeit als Oberbürgermeister waren die folgenden ehrenamtlichen Aufgaben verbunden: Vorsitzender des Zweckverbandes Wasserversorgung Zollernalb und des Zweckverbandes Abwasserreinigung Balingen.
Dem Kreistag des Zollernalbkreises gehörte er von Herbst 1994 bis Oktober 2016 an. In dieser Zeit hatte er auch den Vorsitz der CDU-Fraktion inne, der stärksten Fraktion im Kreistag. Der Verbandsversammlung des Regionalverbandes Neckar-Alb gehörte er ebenfalls seit Herbst 1994 an; von März 2000 bis zu seinem freiwilligen Ausscheiden aus dem Regionalverband im November 2009 war Edmund Merkel gewählter Vorsitzender des Regionalverbands Neckar-Alb.
Ehrenämter
Mitglied des Vorstandes der Volkshochschule Balingen seit Mai 1991 und deren Vorsitzender 1994 bis Sommer 2007; Mitglied des Aufsichtsrates der Volksbank Balingen vom September 1991 bis 2011; Mitglied des Präsidiums des Deutsch-Amerikanischen Institutes (d.a.i.) Tübingen von Herbst 1991 bis Herbst 2016; Vorsitzender des Programmbeirates von Radio Antenne 1 von März 1993 bis Frühjahr 1916, davor seit November 1992 Vorsitzender des Programmbeirates des Reutlinger Privatradios  RT 4, das im Jahre 2003 mit Radio Antenne 1 verschmolz. Von Januar 2004 bis Mai 2007 Mitglied des Vorstandes und des Hauptausschusses sowie Erster Stellvertreter des Vorstandsvorsitzenden des Kommunalen Arbeitgeberverbandes Baden-Württemberg; Mitglied des Vorstandes der gemeinnützigen Körperbehindertenförderung mit Sitz Mössingen seit März 2000 und seit 2014 des Stiftungsrates; seit Dezember 2016 stellvertretender Vorsitzender des Stiftungsrates.

## Auszeichnungen
- Februar 1991 Verleihung des französischen Ordens "Chevalier des Arts et des Lettres";
- Oktober 2005 Ehrenbürger der Stadt Royan Frankreich;
- Juni 2007 Ehrenmitgliedschaft der Volkshochschule Balingen;
- Juni 2008 Verleihung des "Verdienstkreuzes am Bande des Verdienstordens der Bundesrepublik Deutschland";
- April 2016 "Honorary Life Membership" des Deutsch-Amerikanischen Institutes Tübingen und "Certificate of Appriciation" des United States Consulate General Frankfurt;